# Pier Benito Greco
Benito Pietro Greco, conosciuto come Pier Benito Greco (Torino, 29 giugno 1937 – Torino, 23 novembre 2018), è stato un musicista, compositore, paroliere e produttore discografico italiano.

## Biografia
Diplomatosi al Conservatorio Giuseppe Verdi di Torino, inizia l'attività di mobiliere formando però un complesso con cui la sera si esibisce nei locali torinesi; ottiene il primo successo nel 1961 con Rosanna, incisa dalle Lucky Sisters, tre sorelle di origine tunisina (Claire, Lydia e Marcelle). La canzone Rosanna verrà reincisa nel 1970 dal gruppo marchigiano Tommy e gli Harlem 77
Diventa talent-scout e produttore per la Fonit Cetra, e nel 1964 vince il Festival di Castrocaro con Due case, due finestre, presentata da Franco Tozzi; per Tozzi, che produce per alcuni dischi, scrive anche molti brani.

Pier Benito Greco nel 1973

Due case due finestre, come ha raccontato lo stesso Greco, è una canzone che risale a qualche anno prima, e che racconta la sua vicenda d'amore con la dirimpettaia della casa di fronte a quella dove abitava il musicista in corso Toscana 151, Alma Tamburin.
Incide anche come solista con la sua orchestra, usando lo pseudonimo El Greco.
Scopre anche Rosangela Scalabrino, di cui si occupa per il primo periodo della sua carriera, e che con il nome d'arte Gilda sarà la vincitrice del Festival di Sanremo 1975; anche a causa di divergenze artistiche con la cantante, nel 1969 è protagonista di un fatto di cronaca, un tentativo di suicidio (per fortuna fallito).
Tifoso della Juventus, ha pubblicato nel 1970 e nel 1975 due 45 giri con canzoni dedicate a questa squadra, Cara Juventus, realizzata con il Poker di Voci, e Juventus.
Nel 1971 è l'ideatore del concorso Mascherina d'Oro, attraverso cui scopre la giovane cantante Antonella Bellan; nel 1975 partecipa al Festival di Sanremo con Lettera, presentata dalla stessa Bellan.
Dopo la chiusura della sede torinese della Fonit Cetra, Greco decide di fondare una casa discografica, la PBG, che però chiude i battenti dopo aver pubblicato pochi 45 giri (tra cui uno di Antonella Bellan): decide quindi di ritirarsi dall'attività musicale per dedicarsi all'insegnamento della musica presso la scuola media Rocco Scotellaro di Torino.
Risultano deposite alla Siae a suo nome 59 canzoni

## Le principali canzoni scritte da Pier Benito Greco
| Anno | Titolo                 | Autori del testo                                          | Autori della musica               | Interpreti e incisioni |
| ---- | ---------------------- | --------------------------------------------------------- | --------------------------------- | ---------------------- |
| 1961 | Rosanna                | Pier Benito Greco e Giovanni Vergnano                     | Pier Benito Greco                 | Lucky Sisters          |
| 1964 | Due case, due finestre | Giovanni Vergnano                                         | Pier Benito Greco e Luigi Donora  | Franco Tozzi           |
| 1964 | Amo la mia gioventù    | Giovanni Vergnano                                         | Pier Benito Greco e Luigi Donora  | Franco Tozzi           |
| 1967 | Scusa                  | Pier Benito Greco                                         | Pier Benito Greco e Luigi Donora  | Franco Tozzi           |
| 1968 | Un ricordo             | Pier Benito Greco                                         | Pier Benito Greco                 | Mini Molly             |
| 1970 | Qui                    | Pier Benito Greco, Domenico Seren Gay e Giorgio Seren Gay | Mario Scrivano e Franco Zauli     | Franco Tozzi           |
| 1970 | Poco fa                | Pier Benito Greco                                         | Mario Scrivano e Franco Zauli     | Franco Tozzi           |
| 1970 | Cara Juventus          | Pier Benito Greco                                         | Pier Benito Greco                 | Poker di Voci          |
| 1975 | Lettera                | Renato Scala e Luciana Medini                             | Pier Benito Greco e Mario Mellier | Antonella Bellan       |
| 1978 | Il sole nuovo          | Renato Scala                                              | Pier Benito Greco                 | Antonella Bellan       |

## Discografia parziale

### 45 giri
- 1968: Jackson/Quando scende la sera (R.T.Club, RT 1553; inciso come El Greco e le Mayas)
- 1968: Il volto della vita/Jackson (Combo Record, HP 8004; lato A cantato da Annarita; inciso come El Greco e le Mayas)
- Settembre 1970: Cara Juventus/Cara Juventus (strumentale) (Fonit Cetra, SPD 647; lato A cantato dal quartetto Poker di Voci, lato B strumentale)
- 1974: Grande Torino/Fiori d'arancio (Excelsius, EXS 0467; lato A cantato da Antonella Bellan)
- 18 marzo 1975: Juventus/Juventus (strumentale) (Fonit Cetra, SP 1578; lato A cantato da Fabio Montiglio, lato B strumentale)
- 1975: La fidanzata d'Italia/La fidanzata d'Italia (strumentale) (PBG Italiana, NP. 001; lato A cantato da Claudio Fiore, lato B strumentale)